# Dieudonné Londo
Yobo Eugène Dieudonné Londo, né le 6 juin 1976 à Libreville, est un footballeur international gabonais, naturalisé belge en 2008. Il mesure 1,74 m et joue au poste d'ailier.

## Carrière
- 1995-1997 :  105 Libreville
- 1997-1999 :  Raja Club Athletic
- 1999-2000 :  105 Libreville
- 2000-2005 :  RAEC Mons
- 2005-2006 :  Akratitos Liosion
- 2006-2007 :  Digenis Morphou
- 2007-2008 :  SC Feignies
- 2008-2010 :  URS Centre[1]